# Stockholmsutställningen 1851

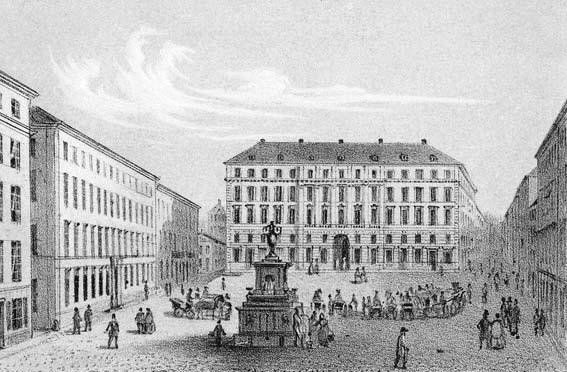
Platsen för utställningen: Brunkebergstorg och Brunkebergs hotell, här en illustration från 1858.

Stockholmsutställningen 1851 (officiell benämning: Expositionen af Svenska Slöjdalster i Stockholm 1851) var Sveriges första produktutställning i särskilt uppförda byggnader. Den arrangerades av Svenska Slöjdföreningen och ägde rum under drygt fyra veckor på sommaren 1851 i Brunkebergs hotell och i tillfälliga byggnader på Brunkebergstorg.

## Bakgrund
Svenska Slöjdföreningen var en ledande kraft bakom en rad utställningar i Stockholm som Stockholmsutställningen 1866, Konstindustriutställningen 1909, Hemutställningen 1917 och Stockholmsutställningen 1930. Redan 1847, alltså bara två år efter bildandet av Svenska Slöjdföreningen, hölls en utställning av svenska slöjdprodukter i Arvfurstens palats vid Gustav Adolfs torg. 
Den första utställningen i särskilt uppförda byggnader arrangerades på sommaren 1851, samma år som första världsutställningen avhölls i London; Londonutställningen 1851. Stockholmsutställningen gick  under namnet Expositionen af Svenska Slöjdalster i Stockholm 1851.

## Utställningen

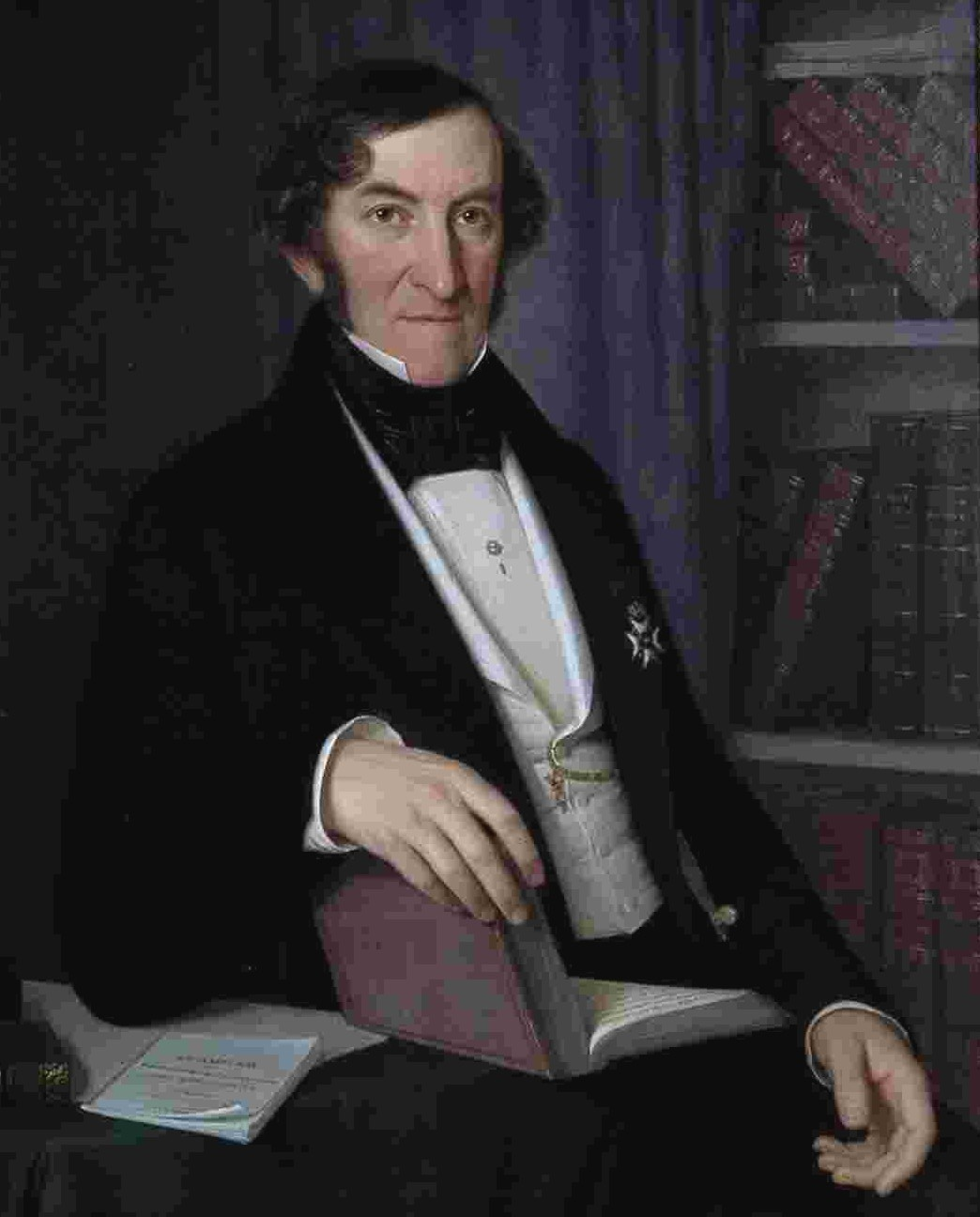
Carl Palmstedt vid tiden för utställningen.

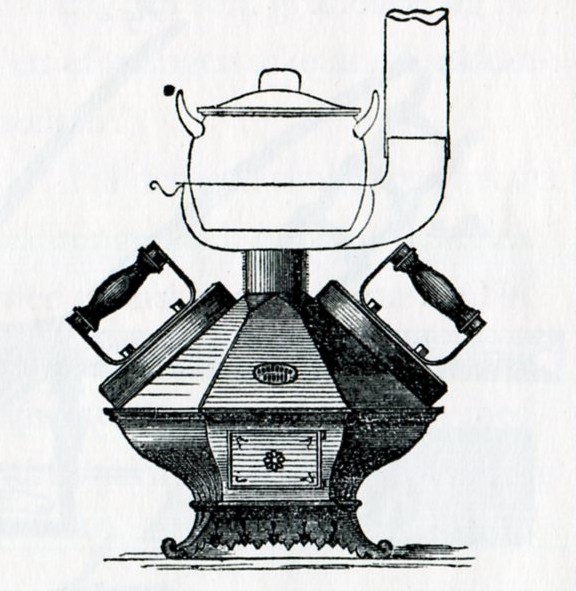
Uppmärksammad strykugn från Bolinders.

Utställningslokalerna var anordnade i några av arkitekt Fredrik Bloms flyttbara hus, som placerades i en fyrkant på Brunkebergstorg, så att de bildade en innergård. Det största av dem var 19,6 meter långt. Ytterligare utställningsrum fanns i Brunkebergs hotell, där Svenska Slöjdföreningen hade sina lokaler. Föredragande och sekreterare var pedagogen Carl Palmstedt, som hade samlat erfarenheter i Paris och även arrangerade 1847 års slöjdutställning i Stockholm. När Palmstedt talade om utställningen riktade han sig till industriidkare och pekade på värdet av Sveriges naturtillgångar, sunda klimat och måttliga löner. Han framhöll även "den aktningsvärde svenske arbetarens sinne för ordning".
Intresset att delta vid utställningen var svagt och invigningen fick flyttas fram flera gånger; först från 1 juni till 12 juni och sedan till 16 juni 1851. Palmstedt kommenterade förseningarna i sin dagbok: ...efter en mängd övervunna svårigheter och ofta kränkande förtretligheter. Till utställarna hörde bland annat Bolinders Mekaniska Verkstad som visade vedbesparande järnspisar och en uppmärksammad strykugn som kunde värma åtta strykjärn samtidigt med maten. Munktells Mekaniska Verkstad demonstrerade en patenterad brandspruta och från Nykvarns bruk kom "nätta trädgårdsredskap för kvinnor". Från England kom två toaletter för vattenspolning med beskrivning "…den engelsmännen kalla waterclosett, och som är att rekommendera för beqvämlighet och snygghet…". Tyngre och större utställningsföremål visades i Bloms paviljonger och de mindre och lättare i hotellrummen.
Utställningen stängde efter en dryg månad den 18 juli 1851, då hade cirka 19 000 besökare (betalande och icke betalande) sett den, en siffra som Palmstedt var nöjd med. Några avbildningar av Bloms flyttbara utställningspaviljonger har inte påträffats, men man kan konstatera att Blom var Sveriges första utställningsarkitekt. Hans byggnader ansågs dock 1851 inte längre tidsenliga och även opraktiska för utställningsändamål. Palmstedt klagade över svårigheten att visa varorna på ett adekvat sätt.

## Efter utställningen
Stockholmsutställningen 1851 gick med förlust och en av anledningarna var att man av brandsäkerhetsskäl hade tvingats förse paviljongernas tak med järnplåt som fördyrade anläggningen. En annan anledning var det låga publikintresset. Stockholm var fortfarande en relativt liten stad (93 000 år 1850 ) alldeles i början av den industriella revolutionen. Än fanns varken gas- eller vattenverk (se Gas i Stockholm och Vatten och avlopp i Stockholm) och invånarna plågades av återkommande koleraepidemier. 
Men trots att utställningen skedde helt i skuggan av världsutställningen i London gav den prov på den nya industriella utvecklingen i landet och nödvändig kunskap för framtida utställningar. En positiv effekt av utställningen var enligt Palmstedt att den förut så misstänksamma industrikåren, som gärna "tillslöt sina arbetsrum för besökare" nu visade en öppnare attityd där produkterna genom jämförelse med konkurrenternas var tvungna att visa sitt värde. Nästa utställning i Stockholm blev Stockholmsutställningen 1866, som var Sveriges första internationella konst- och industriutställning efter europeiskt mönster.